# Districte de Hazara
El districte d'Hazara fou un antic districte de l'Índia Britànica a la Província de la Frontera del Nord-oest avui al Pakistan, i única part d'aquesta província a l'est del riu Indus. La seva superfície era de 7.402 km² i afegint Tanawal de 7.931 km². Era una llengua de terreny de més de 190 km de llarg de nord a sud amb una amplada mitjana d'uns 70 km (90 al sud, 65 al mig i 25 al nord. La capital fou Haripur (1847-1853) i Abbotabad (després de 1853). S'han trobat uns edictes d'Asoka (els 13 dels 14 existents) en una inscripció al turó Bareri prop de Mansehra; dos restes de stupes, monedes grecobactrianes, monedes dels azes, monedes romanes (d'August), d'un rei anomenat Soter Megas, dels primers reis kushana i dels shahis. També hi ha restes d'antics forts i viles.

## Geografia
Les muntanyes principals són la serra de Kagan al nord, que separava el districte del territori de Chilas (dependent de Caixmir), la muntanya Negra al nord-oest, i altres serralades menors. Gran part era una plana que s'estenia a la vall d'Harroh, de baixa altura.
La població era de 367.218 (1868), 407.075 (1881), 516.288 (1891); i 560.288 (1901).
La llengua habitual era el hindki, una barreja de punjabi i altres llengües; també es parlava el paixtu i el dialecte gujari. Les ètnies principals eren els gujars, awans, tanolis, paixtus, swatis, dhunds, sayyids i kharrals. La majoria de la població era musulmana.
Estava format per quatre ciutats i 914 viles. Administrativament el formaven tres tehsils: Abbottabad, Haripur i Mansehra. El petit territori de Tanawal (528 km i 31.600 habitants) era inclòs geogràficament dins el districte encara que políticament era part de l'estat d'Amb. Hi havia cinc municipalitats: Haripur, Abbottabad, Baffa, Mansehra i Nawashahr; i una àrea notificada: Nathia Gali o Dunga Gali.

## Història
El nom d'Hazara s'ha relacionat amb els abisares, els muntanyencs indis del temps d'Alexandre el Gran. El nom premusulmà fou Urasa.
La regió fou dominada per les dinasties shahis i entre aquestos sobirans Raja Jayapala és el més conegut; fou derrotat per Mahmud de Gazni en la seva primera campanya però la ruta de Mahmud a l'Índia no és coneguda. Liquidada la dinastia Shahi (segle XI) la regió va passar a mans de Caixmir sota el raja Kalashan (1063 a 1089). Després apareix el rei Susala (1112 a 1120). Al segle XII se'n va apoderar Asalat Khan però a finals del segle en fou expulsat per Muizz al-Din Muhammad de Ghor. A la mort d'aquest, els caixmiris van recuperar el control vers 1206.
El nom d'Hazara podria derivar realment dels Hazara-i Karlugh, turcs karlucs establerts a la regió per Tamerlà al final del segle XIV (1399) per protegir la ruta entre Kabul i Caixmir. El 1472 el príncep Shahab al-Din, un turc de l'Àsia central, va arribar de Kabul i amb el suport d'aquestos turcs, va establir el seu govern sobre la regió, fundant un estat anomenat Pakhli Sarkar amb capital a Gulibagh. Els sobirans turcs van reconèixer la sobirania mogol al segle XVI i Akbar el Gran va fer servir el seu territori per viatjar a Caixmir. Al final del regnat d'Akbar, el kan turc Sultan Hussain Khan es va rebel·lar contra els mogols però fou capturat i enviat a l'exili (després fou perdonat i va poder retornar). Els descendents del turcs encara viuen a la zona. Durant el període mogol la meitat d'Hazara (les planes del sud) formaven part del govern d'Attock i la part oriental estava en mans dels ghakars de Rawalpindi, amb Khanpur o Khinpur com a capital; la part nord pertanyia a la província de Caixmir i administrada pels turcs hazares
El govern dels turcs es va acabar al començar el segle XVIII per pèrdua de la seva vitalitat combinada amb els repetits atacs dels paixtus o afganesos, si bé l'atac més important es va produir el 1703 des del Principat de Swat sota direcció de Syed Jalal Baba que era el gendre del darrer kan turc Sultan Mehmud Khurd, que aprofitant l'absència del seu sogre havia convidat al mir de Swat a envair el país; per a aquesta invasió va donar informació transcendental que va permetre l'èxit dels invasors; els swatis es van apoderar de l'alt Hazara (posteriors districtes de Mansehra i Batagram); al mateix temps els awans, jadoons, karlals, rajputs i tarins es van apoderar del baix Hazara (posteriors districtes d'Abbottabad i Haripur). Els tanolis van fundar un estat de nom Amb i havien establert la seva autoritat al Tanawal (província de Mulk-i-Tanawal).
Poca cosa se sap de la història de la regió fins al temps d'Ahmad Shah Durrani a la meitat del segle XVIII. Amb, sota Nawab Khan (el pare de Painda Khan) no va acceptar el govern dels durranis i els va cobrar taxes per passar pel Tanawal; va derrotar els durranis en una batalla però finalment fou mort per Sardar Azim Khan Durrani el 1818, quan aquest el va convidar al seu campament i el va assassinar a traïció.
Amb el declivi dels mongols havien començat a arribar els afganesos que van trobar als gakhars també en decadència amb els grups dels gujars, kharrals i dhunds havent perdut vitalitat. El 1752 la regió va quedar definitivament en mans d'Ahmad Shah; aviat els afganesos van tenir problemes per cobrar els tributs units a altres problemes administratius i interns i al començar el segle XIX els durranis s'havien debilitat i la regió era ingovernable. A més el 1783 es va patir una fam esgarrifosa. Finalment es va establir el govern del sikhs sota Ranjit Singh, el 1818. Una revolta general els va expulsar el 1820 i poc després el primer nazim (governador) sikh, Amar Singh Majithia, fou derrotat altre cop a Harroh i assassinat pel poble a Nara. Ranjit Singh va enviar com a segon nazim (1821) al general sardar Hari Singh Nalwa que havia destacat com a governador a Caixmir, el qual el 1822 va fundar Haripur que va esdevenir la capital fins al 1853. Hari Singh va sotmetre als muntanyencs en uns tres anys i el 1835 un viatger alemany que va passar pel territori testimoniava que regnava la tranquil·litat si bé els darrers reductes gakhars (a Khanpur) no foren suprimits fins al 1836. A causa dels conflictes interns a Lahore, els gakhars es van revoltar el 1845 i van assetjar Haripur; el governador sikh, que ara era Diwan Mulraj, es va haver de retirar a Hasan Abdal el 1846. Un gran assemblea popular es va fer a Haripur per restablir la independència i va proclamar rei a Sayyid Akbar de Sitana; però ja la primera Guerra Sikh s'havia acabat (1846) i Hazara fou reconeguda a raja Gulab Singh junt amb Caixmir; Ghulab hi va enviar forces sota oficials britànics que van dominar a Sayyid Akbar; el 1847 el raja va cedir Hazara a la corona de Lahore, a canvi de terrenys a Jammu, i el major James Abbot fou enviat a la zona per establir el poder efectiu. Mitjançants pactes, suborns i quan va caler accions de fermesa, Abbot va pacificar Hazara en menys d'un any. Durant la segona Guerra Sikh, Abbot va conservar la seva posició aïllat de tota assistència per l'exèrcit sikh. Al final de la guerra el 1849 el Panjab va ser annexionat pels britànics. La comarca de Murri li fou incorporada però el 1850 transferida a Rawalpindi. La capital va quedar definitivament instal·lada a Abbotabad el 1854.
El 1857, durant la rebel·lió, el territori estava sota el govern d'un altre home notable, el major Becher, que va evitar qualsevol aldarull important, excepte a la Muntanya Negra on es concentraven les tribus enemigues i un atac dhund contra Marri prop de Rawalpindi. Després de la rebel·lió es van fer expedicions a la zona de la Muntanya Negra el 1868 (per disturbis a Agror), 1888, 1891 i 1892.
El districte va subsistir després de la independència del Pakistan, primer dins la Província de la Frontera del Nord-oest i després dins la de Pakistan Occidental; el 1970, restablertes les províncies, es van crear districtes menors, agrupats en divisions una de les quals fou la divisió d'Hazara. L'agost del 2000 les divisions foren abolides.